# Lee Toland Krieger
Lee Toland Krieger, né le 24 janvier 1983 à Los Angeles, est un scénariste et réalisateur américain.

## Biographie
Krieger fonde une compagnie de production "autumn entertainment" en 2004. En 2009, il écrit et dirige The Vicious Kind qui est visionné la première fois au festival du film de Sundance en 2009. Il réalise le film Adaline en 2015 avec au casting Blake Lively, Michiel Huisman et Harrison Ford.
Le 29 février 2016, il est annoncé qu'il assurera la réalisation du quatrième et dernier opus de la série Divergente avec Shailene Woodley et Theo James. Cependant, le projet ne verra jamais le jour.

## Filmographie
- 2008 : The Vicious Kind (en)
- 2012 : Celeste and Jesse Forever
- 2012 : WIGS
- 2014 : Happyland
- 2015 : Adaline
- 2016 : Vanish Man
- 2017 : Riverdale (série TV)
- 2018 : You
- 2018 : Les Nouvelles Aventures de Sabrina
- 2019 : Deadly Class
- 2019 : Prodigal Son
- 2021 : Superman & Lois :
- 2021 : Shadow and Bone : La saga Grisha (série TV)